# فرودگاه برست برتانی
فرودگاه برست برتانی (به انگلیسی: Brest Bretagne Airport) (به زبان بومی: Aéroport de Brest Bretagne) یک فرودگاه همگانی با کد یاتا BES است که یک باند فرود آسفالت دارد و طول باند آن ۳۱۰۰ متر است. این فرودگاه در شهر برست کشور فرانسه قرار دارد و در ارتفاع ۹۹ متری از سطح دریا واقع شده‌است.

## نگارخانه

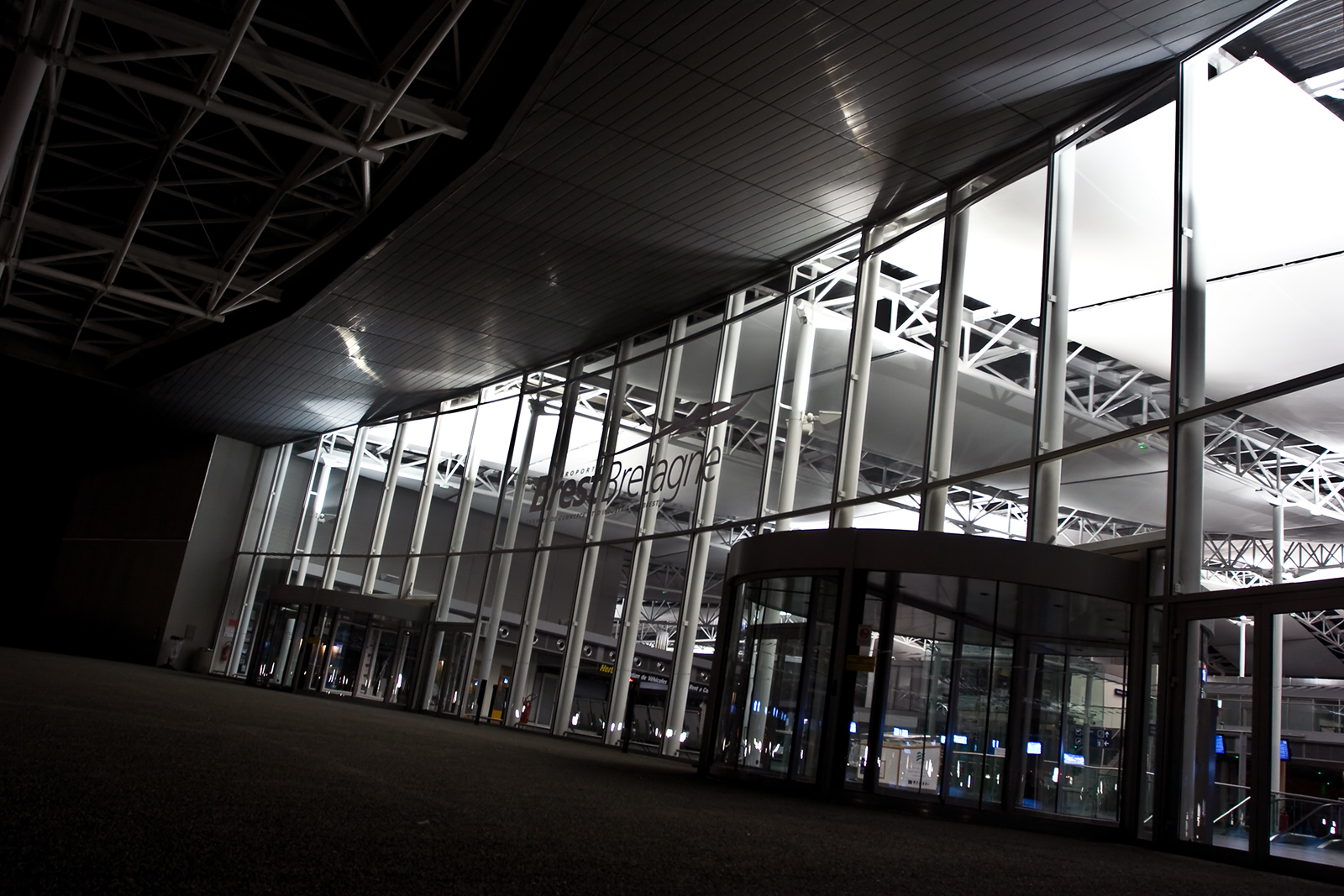
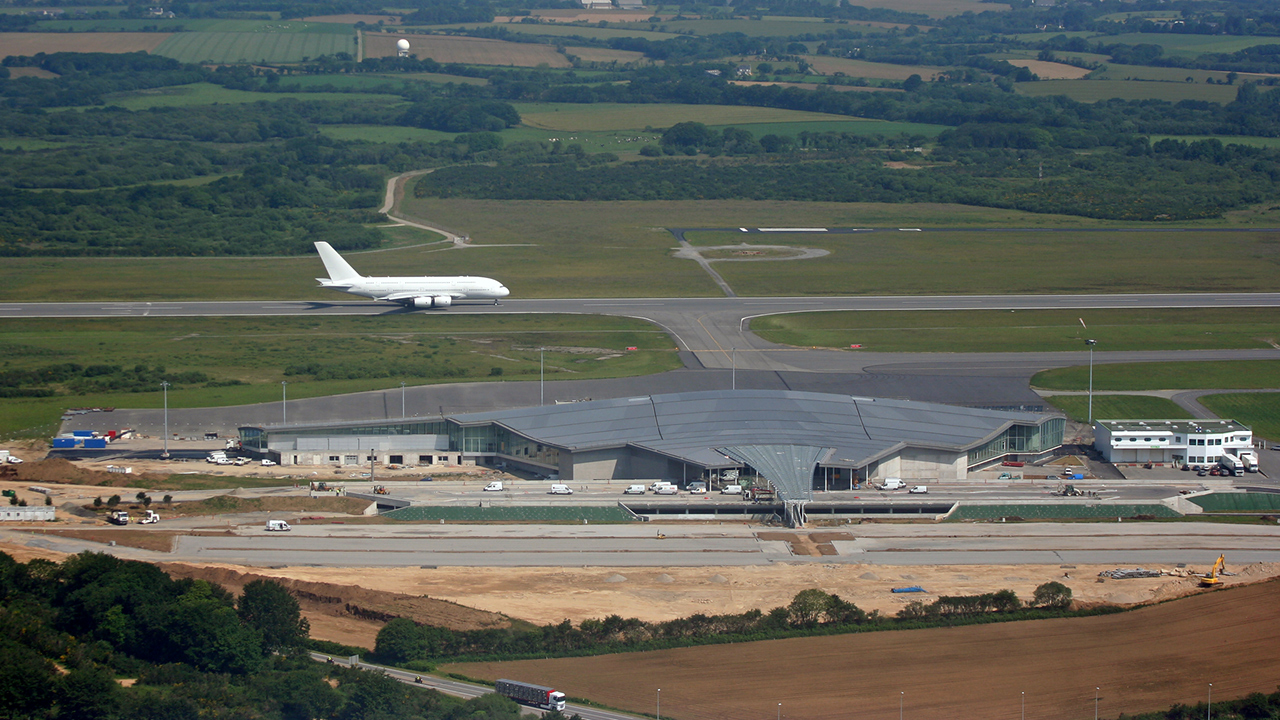